# 酒田夢の倶楽
酒田夢の倶楽（さかたゆめのくら）は、山形県酒田市の「いろは蔵パーク」内にある観光物産館である。

## 概要
1893年に酒田米穀取引所の付属倉庫として建設された山居倉庫を、2004年に改修し誕生した。
酒田の歴史と文化を紹介する「華の館」と、お土産コーナーがある「幸の館」の2棟で構成されており、館内には「つや姫ソフトクリーム」や地酒が飲み比べできるフードコーナーや酒田の老舗料亭「香梅咲」の姉妹店である「食彩旬味　芳香亭」が店を構えており、季節ごとの料理を愉しむことができる。また、両棟の間にはシンボルの「欅並木」を眺めながら休憩できるオープンテラスや庄内の旬の食材を販売している直売所などもある。
2025年3月28日に山形県立酒田商業高等学校跡地にオープンした「いろは蔵パーク」に移転しリニューアルオープンした。

## アクセス
- JR酒田駅からバスまたは車で約10分
- 山形自動車道酒田ICから車で約15分
- 庄内空港から車で約20分